# Zora (sura)
Zora (arabsko Al-Fajr) je 89. sura (poglavje) v Koranu, ki jo sestavlja 30 ajatov (verzov). Je meška sura.
Med opravljanjem molitve (salata oz. namaza) pri tej suri verniki opravijo 1 ruku' (priklon).